# Норвегия на зимних Олимпийских играх 1988
Норвегия принимала участие в XV Зимних Олимпийских играх, проходивших в Калгари, Канада, где завоевала всего 5 медалей (3 серебряных и 2 бронзовые), единственный раз в своей истории оставшись без золотых медалей на зимних Олимпийских играх. Сборную страны представляли 63 спортсмена (53 мужчины, 10 женщин), выступавших в 7 видах спорта.

## Медалисты

### Серебро
- Пол Гуннар Миккельспласс — лыжные гонки, классический стиль, 15 км.
- Труде Дюбендаль, Марит Вольд, Анне Ярен и Марианне Дальмо — лыжные гонки, свободный стиль, эстафета 4 х 5 км.
- Эрик Йонсон — прыжки с трамплина, большой трамплин.

### Бронза
- Вегард Ульванг — лыжные гонки, классический стиль, 30 км.
- Оле Эйдхаммер, Йон Кьорум, Оле Фидьестол и Эрик Йонсон — прыжки с трамплина, командный турнир на большом трамплине.